# Petulia
Pour plus de détails, voir Fiche technique et Distribution.
Petulia est un film américain réalisé par Richard Lester, sorti en 1968.

## Synopsis
Petulia est une jeune femme de San Francisco, à la vie aisée, mariée depuis six mois à un homme jeune et parfois violent, David Danner. Lors d'une soirée, elle s'éprend d'un médecin quadragénaire, récemment divorcé et séduisant, Archie Bollen. Et le désordre s'installe dans sa vie...

## Fiche technique
- Titre original : Petulia
- Titre français : Petulia
- Réalisation : Richard Lester assisté de John Bloss
- Scénario : Lawrence B. Marcus et Barbara Turner (en), d'après le roman Me and the Arch Kook Petulia de John Haase (en)
- Image : Nicolas Roeg
- Décors : Tony Walton
- Costumes : Tony Walton, et Arlette Nastat pour Julie Christie
- Montage : Antony Gibbs (en)
- Musique : John Barry
- Production : Raymond Wagner, Denis O'Dell
- Société de production : Warner Bros. Pictures
- Pays d'origine :  États-Unis
- Format : Couleurs - 35 mm - 1,37:1 - Mono
- Genre : Comédie dramatique
- Durée : 105 minutes
- Date de sortie : États-Unis, 10 juin 1968 ; France, 27 novembre 1968
- Affiche : Raymond Elseviers (Belgique)

## Distribution
- Julie Christie (VF : Michèle Bardollet) : Petulia Danner
- George C. Scott (VF : André Valmy) : Dr Archie Bollen
- Richard Chamberlain (VF : Jacques Degor) : David Danner
- Arthur Hill (VF : Jacques Thébault) : Barney
- Shirley Knight : Polo
- Pippa Scott (VF : Paule Emanuele) : May
- Kathleen Widdoes : Wilma
- Roger Bowen : Warren
- Richard Dysart (VF : Albert Augier) : Réceptionniste du motel
- Ruth Kobart : Nun
- Ellen Geer : Nun
- Lou Gilbert : Mr. Howard
- Nate Esformes : Mr. Mendoza
- Maria Val : Mrs. Mendoza
- Vincent Arias : Oliver
- Eric Weiss : Michael
- Kevin Cooper : Stevie
- Joseph Cotten (VF : Jacques Berthier) : Mr. Danner
- Mel Stewart (VF : Pierre Collet) : l'employé du supermarché
- The Grateful Dead : Eux-mêmes
- Big Brother and the Holding Company : Eux-mêmes
- The Committee : Eux-mêmes
- Ace Trucking Company : Eux-mêmes

## Sélection
- Festival de Cannes 1968 : sélection officielle

Le festival de Cannes est interrompu en 1968 avant son terme à cause des événements de mai 68 et aucun prix n'est décerné.